# Поповка (Приволжское сельское поселение)
Поповка — деревня в Кимрском районе Тверской области. Входит в состав Приволжского сельского поселения.

## География
Находится в юго-восточной части Тверской области на расстоянии приблизительно 16 км на северо-восток по прямой от районного центра города Кимры на левом берегу реки Хотча.

## История
Известна с 1628 года как пустошь. Как деревня отмечается с 1678 года, когда здесь было 2 двора (владение Ф.А.Костомарова). В 1851 году 12 дворов. В 1859 году здесь (деревня Калязинского уезда Тверской губернии) было учтено 13 дворов.

## Население
Численность населения: 111 человек (1851), 108 (1859 год), 18 (русские 100 %) в 2002 году, 9 в 2010.